# Eusebius Lohmeier
Eusebius Lohmeier OSB (* 12. Februar 1897 in Mering; † 1. September 1949 im Gefangenenlager Oksadok, Provinz Chagang-do, Nordkorea) war ein deutscher römisch-katholischer Ordensmann, Missionar und Märtyrer. 

## Leben
Maximilian Lohmeier, in der Nähe von Augsburg geboren, wurde Brüderzögling im Kloster St. Ottilien der Benediktinerkongregation von St. Ottilien. Dort erlernte er das Zimmermannshandwerk. Im Mai 1914 trat er in das Kloster ein. Von 1916 bis 1918 machte er Kriegsdienst in Frankreich. Am 21. März 1919 begann er das Noviziat mit dem Ordensnamen Eusebius. Am 5. April 1920 legte er die erste Profess, am 5. April 1923 die ewige Profess ab. Im März 1924 ging er zuerst auf die Philippinen nach San Benito in Dinalupihan, dann am 3. September des gleichen Jahres in das Missions-Kloster Seoul in Korea und von dort in das Kloster Tokwon bei Wŏnsan, wo er (wie auch im Kloster Yanji und beim Bau der Kathedrale von Pjöngjang) als Leiter der Zimmermannsarbeiten wirkte. Nach der Besetzung des Klosters Tokwon durch die koreanische kommunistische Geheimpolizei am 10. Mai 1949 kam er zusammen mit dem gesamten Konvent in das Gefangenenlager Oksadok südlich Kanggye und starb dort Anfang September an Unterernährung.

## Gedenken
Die Römisch-katholische Kirche in Deutschland hat Bruder Eusebius Lohmeier als Märtyrer in das deutsche Martyrologium des 20. Jahrhunderts aufgenommen.